# Christian Schaffrin
Christian Schaffrin (* 1944) ist ein deutscher Ingenieurwissenschaftler.

## Leben
Christian Schaffrin studierte Elektrotechnik an der RWTH Aachen (1963–1965), Mathematik und Physik an der University of Southampton (1965–1966) und Nachrichtentechnik an der TH Karlsruhe (1966–1970). 1975 wurde er in Karlsruhe mit der Arbeit Sauerstoffleerstellendiffusion in BaTiO3-Keramik zum Dr.-Ing. promoviert und war im Entwicklungszentrum für Autoelektrik der Robert Bosch GmbH.
1983 erhielt er einen Ruf auf die Professur für Elektrische Messtechnik an der Fakultät Elektrotechnik und Informationstechnik der damaligen Fachhochschule Konstanz, der heutigen Hochschule Konstanz Technik, Wirtschaft und Gestaltung (HTWG Konstanz). Daneben war er als Dozent an der Hochschule für Forstwirtschaft Rottenburg tätig. Er wurde 2009 emeritiert.

## Wirken
Schaffrin wurde durch seine Forschungsarbeiten national und international bekannt. 1987 entwickelte er das weltweit erste Solarboot namens „Korona“. 2007 folgte zusammen mit Richard Leiner das PV-Brennstoffzellenschiff „Solgenia“ mit einem einzigartigen Antriebsmix aus Photovoltaik, Brennstoffzellen und Wasserstoff gesteuert mit modernem Informationsmanagement.
Er engagiert sich für Nachhaltige Energietechnik am Zentrum für angewandte Forschung an Fachhochschulen (zafh) in Stuttgart.